# Cristian Gustavo Dzwonik

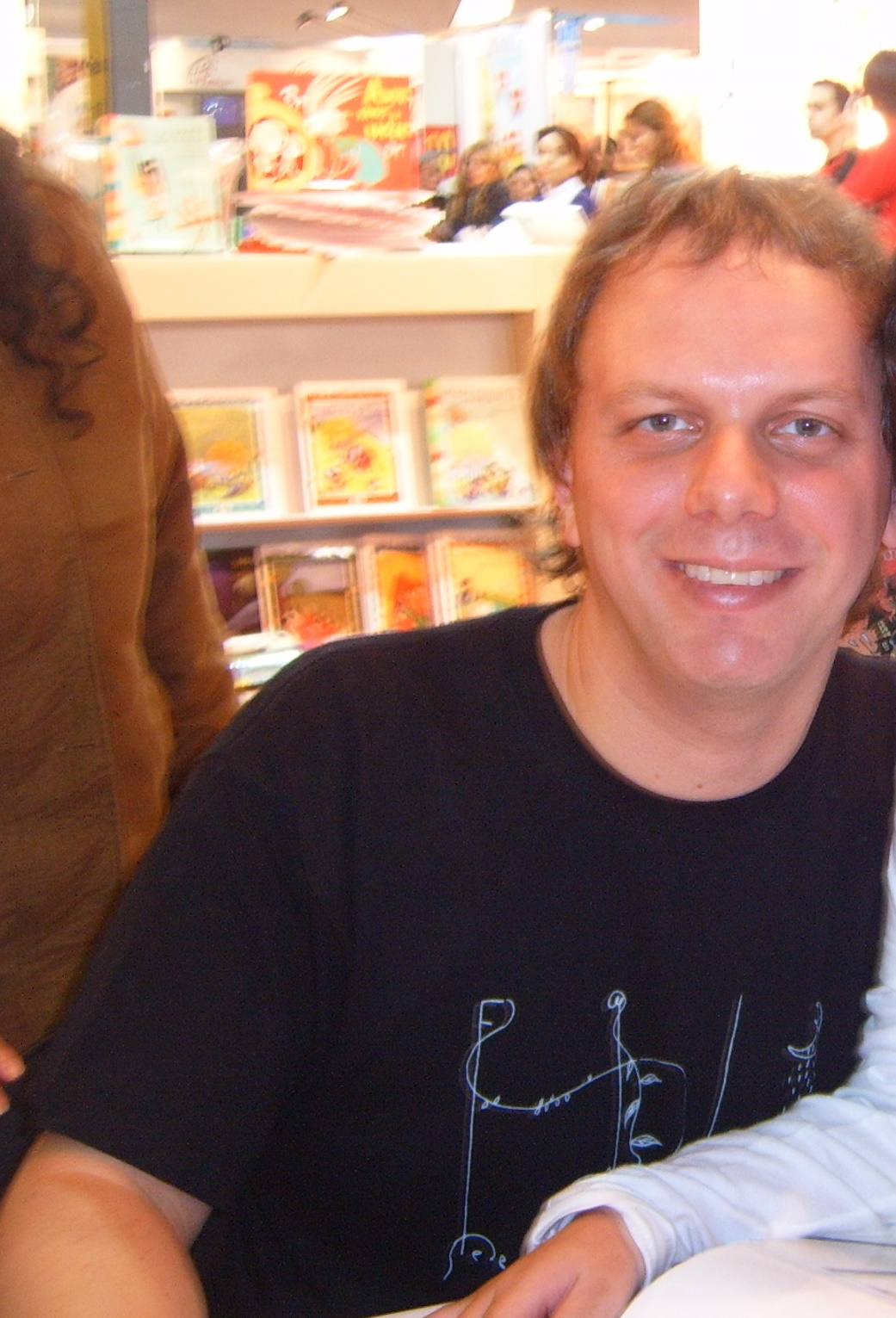
Nik im Jahr 2008

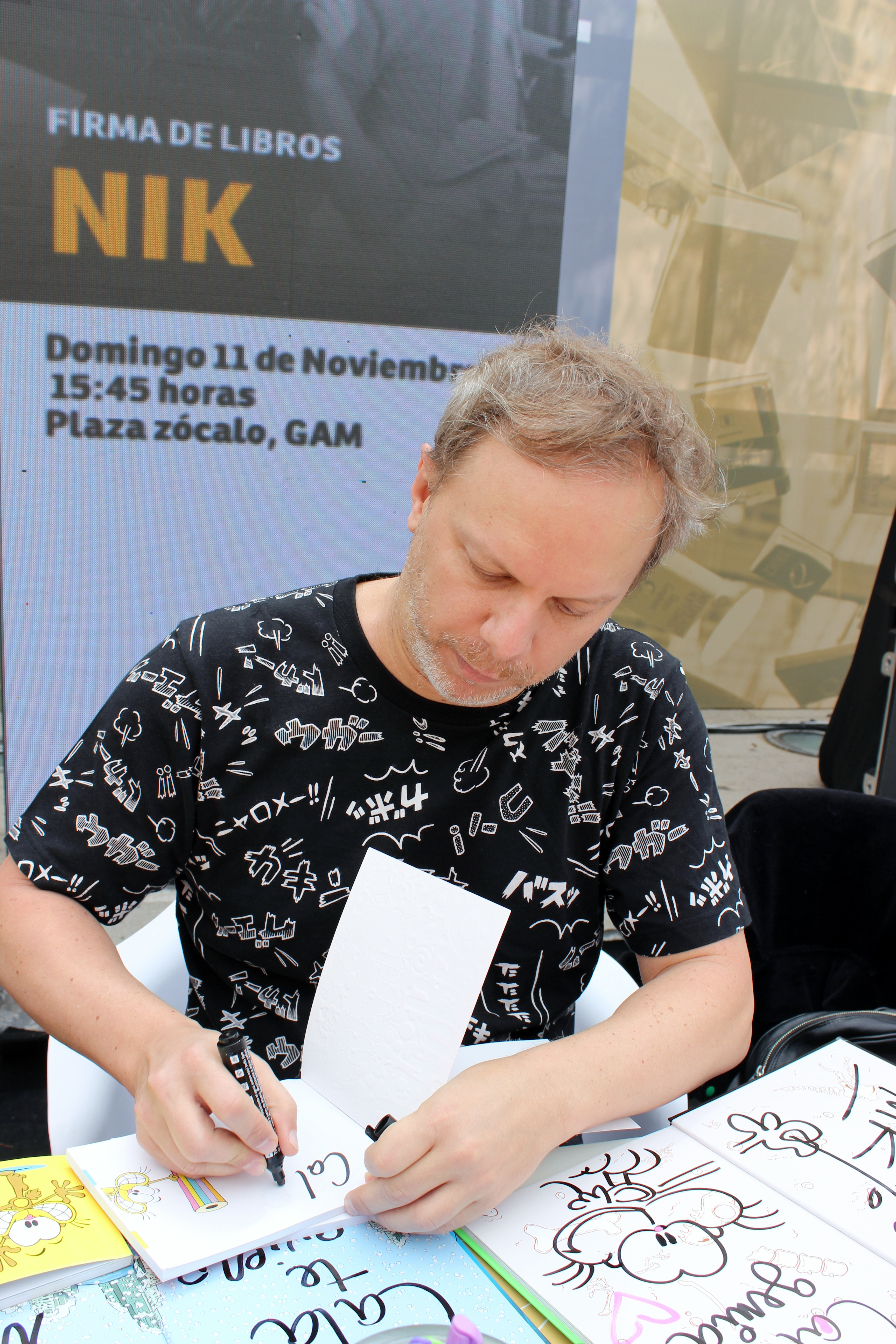
Nik beim FAS (Festival der Autoren von Santiago) in Santiago de Chile, 2018

Cristian Gustavo Dzwonik (* 18. März 1971 in Buenos Aires), bekannt unter dem Künstlernamen Nik, ist ein argentinischer Comiczeichner und Karikaturist. Er ist Schöpfer der Figur Gaturro und stand für zahlreiche Plagiate in der Kritik. Daneben hat er mehrere Preise gewonnen, darunter einen Premio Konex für Karikatur, den Ersten Preis Ranan Lurie (USA), den Ersten Preis der Argentinischen Pressevereinigung in der Rubrik Karikaturen, den Santa Clara de Asís-Preis, den Ersten Preis der Interamerikanischen Pressegesellschaft, den Special Prize of Selection Committee des Yomiuri Cartoon Contest in Japan und den Premio Perfil.
Seit 1992 arbeitet er bei der Zeitung La Nación als Karikaturist für politische Witze.

## Biografie
Dzwonik begann im Alter von zwölf Jahren als Schüler der Zeichenschule des Comiczeichners Carlos Garaycochea (1928–2018) mit dem Zeichnen. Im Alter von 14 Jahren veröffentlichte er eine eigene Zeichnung in der Zeitschrift Patoruzú. Seine Sekundarschulbildung absolvierte er am Colegio Nacional de Buenos Aires, das er 1988 abschloss. Danach studierte er an der Fakultät für Architektur, Design und Urbanismus der Universidad de Buenos Aires.
Seit 1994 arbeitet er mit der Wochenzeitung Noticias zusammen. 1996 erschien zum ersten Mal die Figur Gaturro in La Nación. 2010 kam der Film Gaturro: la película, unter der Regie von Gustavo Cova, in die Kinos. Dzwonik arbeitete auch für Publikationen wie Muy Interesante und El Cronista. Er hat Bücher veröffentlicht und seinen typischen Humor in der Sendung Periodismo para todos von Jorge Lanata präsentiert. 2010 stellte das argentinische Spielzeugunternehmen Rasti eine Gaturro-Skulptur aus Bauklötzen für ein Unicef-Event vor. 2015 nahm Nik am jährlichen Solidaritätsprogramm Un sol para los chicos teil. Gaturro erscheint in offiziellen Materialien der Agentur zur Leseförderung.
Dzwoniks Werke wurden in Spanien und ganz Lateinamerika auf Spanisch veröffentlicht, ins Englische in den Vereinigten Staaten und ins Französische in Frankreich übersetzt.

## Auszeichnungen und Anerkennungen
- 1994: Ranan-Lurie-Preis (Miami)[3]
- 1994: Erster Preis der APA (Argentinischer Presseverband) in der Kategorie Karikaturen[3]
- 1995: Preis der SIP (Interamerikanische Pressegesellschaft) 1997, 1999 und 2006[3]
- 2002: Special Prize of Selection Committee des Yomiuri Cartoon Contest in Japan[3]
- 2002: Premio Konex aus Platin als bester Karikaturist[3]
- 2008: Preis der Perfil[3]

## Kontroversen
Am 10. Oktober 2021 kritisierte Nik öffentlich das staatliche Finanzierungsprogramm für Abschlussfahrten für Jugendliche, die die Sekundarschule abschließen. Am folgenden Tag veröffentlichte der Minister für Sicherheit der Nation, Aníbal Fernández, eine Nachricht auf der Plattform Twitter, in der er erwähnte, dass die private Schule, die die Kinder des Humoristen besuchten, zu den Einrichtungen gehörte, die vom staatlichen Finanzierungsprogramm profitierten. Die Vereinigung der argentinischen Presseorganisationen (ADEPA) veröffentlichte eine Erklärung, in der die Äußerungen von Aníbal Fernández verurteilt wurden. Am 12. Oktober 2021 entschuldigte sich Aníbal Fernández.

### Plagiatsvorwürfe
Im Laufe seiner Karriere als Cartoonist wurde Nik mehrfach des Plagiats und der Nachahmung anderer Cartoonisten aus Argentinien und dem Ausland beschuldigt. In den 1990er Jahren, auf der Internationalen Buchmesse von Buenos Aires, stellte der argentinische Karikaturist Quino (1932–2020) Nik öffentlich zur Rede, weil dieser Mafalda plagiiert habe. Vor mehreren Journalisten sagte Quino: „Du hast wirklich keine Scham, Junge.“ Im Jahr 2004 äußerte sich Quino in einem Interview mit der mexikanischen Ausgabe der Zeitschrift Playboy wie folgt über Nik:

„Ich würde sagen, dass ich mich im Allgemeinen mit allen [Zeichnern] gut verstehe, außer mit Nik, der in La Nación veröffentlicht und anfing, viel von Rudy, Daniel Paz aus Página/12 zu stehlen. Nik hat zum ersten Mal eine schlechte Stimmung unter argentinischen Zeichnern erzeugt. Niemand kann ihn ausstehen. So sehr, dass alle bei einer Podiumsdiskussion nur teilnehmen, wenn er nicht da ist.“